# Wanderfalter

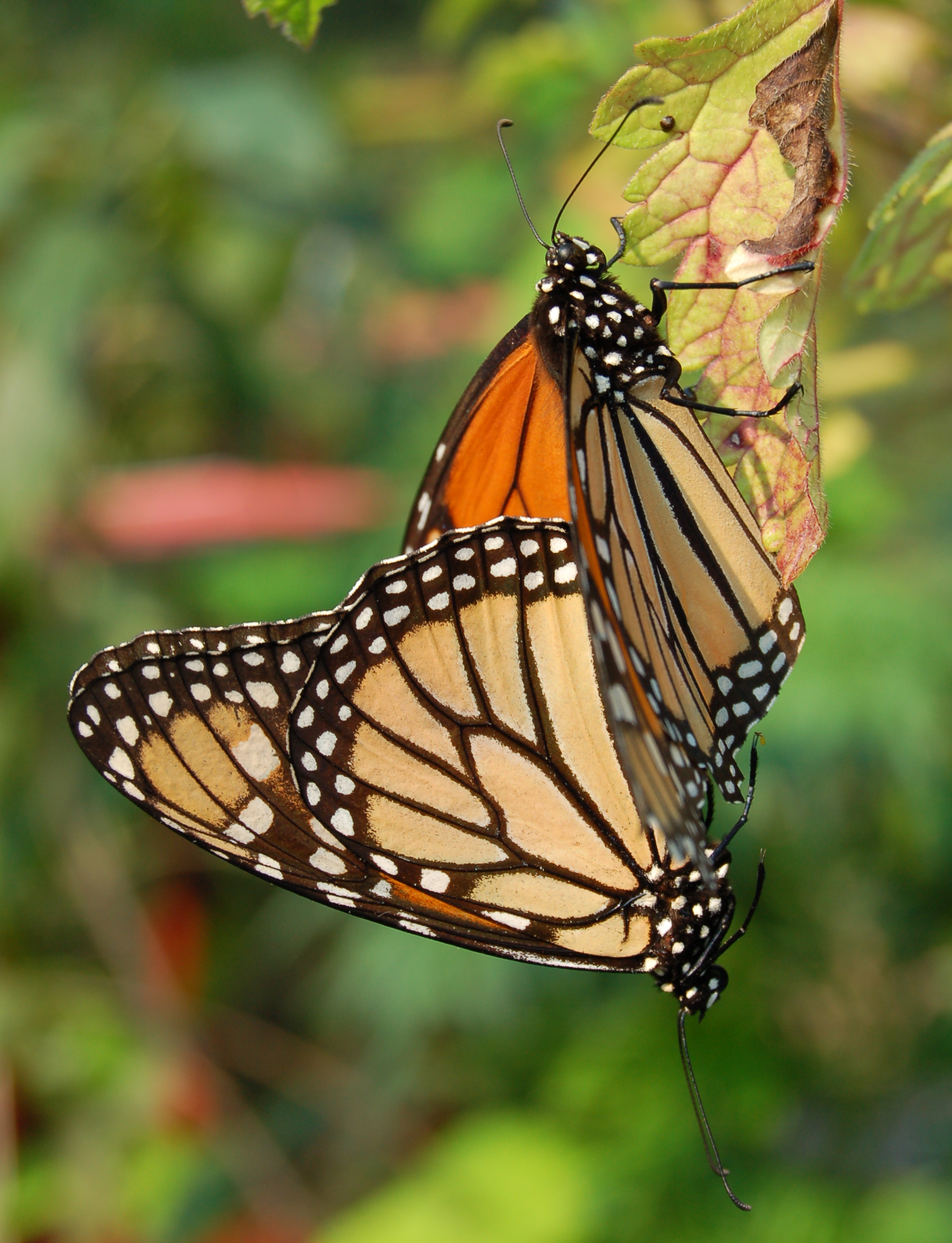
Monarchfalter

Wanderfalter sind Schmetterlinge, die aus Reproduktionsarealen gezielt über längere Strecken wandern. Dieses Verhalten ist von über 200 Arten bekannt. Als Wanderung wird eine vom Tier ausgehende, anhaltende Bewegung, in eine mehr oder weniger feste Richtung, die von ihm gesteuert wird, bezeichnet. Die wandernden Falter sind an ihrem zielstrebigen Flug zu erkennen. Es gibt Wanderbewegungen einzelner Tiere im Abstand weniger Minuten oder Sekunden, die schnell und in etwa der gleichen Höhe in die gleiche Richtung fliegen, oder Wanderbewegungen von Scharen von Tieren. Auffällig ist auch, dass Hindernisse umflogen werden und der Flug danach in der ursprünglichen Richtung fortgesetzt wird.
Neben Schmetterlingen gibt es zahlreiche weitere Insektenarten, die (als Wanderinsekten) saisonale Tierwanderungen zwischen einem Fortpflanzungsareal und einem Überwinterungsareal durchführen, darunter auch Zweiflügler wie Schwebfliegen und Heuschrecken wie Wanderheuschrecken.

## Ursachen des Wanderns
In den gemäßigten Zonen gibt es ausgeprägte Jahreszeiten mit stark schwankenden Temperaturen zwischen Sommer und Winter. In den tropischen und subtropischen Zonen gibt es teilweise sich abwechselnde Regen- und Trockenzeiten. Die Lebensbedingungen sind dadurch über das Jahr gesehen in vielen Regionen der Erde sehr verschieden und es haben sich im Laufe der Evolution bei Insekten verschiedene Anpassungsstrategien entwickelt. Diese Strategien teilen sich in zwei Gruppen auf. Die Bleiber überdauern die ungünstige Zeit mit verschiedenen Dormanzformen, bei denen der Stoffwechsel stark herabgesetzt ist. Die Wanderer verlassen dagegen das Gebiet und entgehen den ungünstigen Lebensbedingungen.
Der Grund der Wanderungen ist nicht in allen Fällen hinreichend geklärt, da bei manchen Arten, die etwa nach Mitteleuropa einwandern und nicht rechtzeitig zurückfliegen, die allermeisten Tiere den Winter nicht überleben. Nahe liegt hier eine Strategie zur zufälligen Arealerweiterung, ursächlich ist zumindest das Verdorren von Nektar- und Nahrungspflanzen im Ursprungsgebiet während des Sommers oder der Trockenzeit. Möglich ist auch, dass manche Wanderfalter noch einem Atavismus folgen, also noch auf andere klimatische Bedingungen geprägt sind.
Bei manchen Arten setzt der Wandertrieb erst bei einer gewissen Populationsdichte ein, ähnlich wie es etwa auch von Wanderheuschrecken bekannt ist.

## Bekannte Arten
In Mitteleuropa fliegen vor allem der Admiral (Vanessa atalanta) und der Distelfalter (Vanessa cardui) aus dem Mittelmeerraum jedes Jahr über die Alpen und die Burgundische Pforte ein, teilweise bis nach Skandinavien. Einige Arten wie der Linienschwärmer (Hyles livornica) fliegen sogar aus den Tropen Afrikas über die Sahara bis nach Mitteleuropa ein. Weitere bekannte Wanderfalter Europas sind der Postillon (Colias crocea) oder der Totenkopfschwärmer (Acherontia atropos). 
Der Distelfalter wandert nicht nur in Nordafrika und Europa, sondern auch in vielen anderen Teilen der Welt. In Kalifornien etwa wurde eine Wanderung bei insgesamt 36 Stunden Tageslicht beobachtet, die auf 3 Milliarden Tiere geschätzt wurde. In Sri Lanka wurden bei drei zusammen wandernden Weißlingsarten 26.000 Tiere pro Minute gezählt. Einzelne Distelfalter oder Taubenschwänzchen (Macroglossum stellatarum) legen dabei bis zu zweitausend Kilometer zurück.
Im außereuropäischen Bereich ist insbesondere der Amerikanische Monarchfalter (Danaus plexippus) für seine Massenwanderungen in Nordamerika bekannt, die ihn im Winter bis nach Mexiko führt. Monarchfalter legen auf ihren Wanderungen bis zu 4.000 Kilometer zurück, wobei die Wanderung nach Norden über mehrere Generationen erfolgt, die Rückwanderung im Herbst über die gesamte Strecke wird dagegen nur von der letzten Generation des Jahres bewältigt.
Am schnellsten fliegen die Schwärmer (Sphingidae), wobei im Speziellen der Windenschwärmer (Agrius convolvuli) eine Geschwindigkeit von bis zu 100 km/h erreichen kann, seine Durchschnittsgeschwindigkeit beträgt aber immerhin noch 50 km/h. Das Taubenschwänzchen mit einer Durchschnittsgeschwindigkeit von etwa 40 km/h gehört ebenfalls zu den schnellsten unter ihnen.

## Orientierung
Die Wanderfalter können sich teilweise an Landmarken, der Sonne und am Erdmagnetfeld orientieren. Damit sind sie in der Lage, Abweichungen von der Flugroute durch Winddrift auszugleichen und regelmäßig in die gleichen Gebiete einzufliegen. Auf Langstreckenflügen nutzen sie die Sonne und wahrscheinlich das Erdmagnetfeld, auf Kurzstrecken dienen dagegen Landmarken als Orientierung.

### Landmarken
Als Landmarken, die zur Orientierung genutzt werden, wurden Küstenlinien, Berge und Gebirge und Straßen nachgewiesen. Beim Flug über Gewässer mit noch sichtbaren Landmarken, ist die Abweichung vom geplanten Kurs sehr gering, fehlen diese, etwa über dem Meer, so kann es zu deutlichen Abweichungen vom Kurs kommen.

### Sonnenkompass
Die Falter sind in der Lage, den von der Jahreszeit und dem Breitengrad abhängigen Sonnenstand (Azimut) zu kompensieren und ihren Kurs im Laufe des Tages mit Hilfe eines Sonnenkompasses zu halten. Dieser ist aber deutlich ungenauer als bei der Orientierung mit Hilfe von Landmarken. Wie die Kompensation funktioniert, ist nicht geklärt, da bisherige Untersuchungen keine eindeutigen Ergebnisse lieferten. Ein Sonnenkompass wurde für den Monarch, Aphrissa statira und Phoebis argante (beide Weißlinge) nachgewiesen. Die Falter können polarisiertes ultraviolettes Licht sehen. Auch bei bedecktem Himmel kann die Polarisationsachse wahrgenommen werden und ermöglicht eine recht genaue Navigation.

### Erdmagnetfeld
Es wurde lange Zeit vermutet, dass einzelne Arten auch das Erdmagnetfeld zur Orientierung nutzen können. Monarchfalter haben Magnetit im Kopf und können sich am Erdmagnetfeld orientieren. Starke Magnetfelder stören ihre Orientierung ebenso nachhaltig wie bei Aphrissa statira, bei der es in Panama nachgewiesen wurde.

## Einteilung des Wanderverhaltens
Innerhalb der Wanderfalter werden vier Gruppen unterschieden. Eine grundsätzliche Unterscheidung besteht zwischen den konsekutiven Arten, die erst wandern, wenn sich die Umweltbedingungen ändern und den prospektiven Arten, die schon vor einer Änderung wandern.
Manchen Arten werden je nach Lebensraum und Population, die das Verhalten beeinflussen, verschiedenen Typen zugeordnet. Ein Beispiel hierfür ist der Amerikanische Monarchfalter, der im Westen der USA lebt. Im Sommer fliegen sie nach Norden in die Täler der Rocky Mountains und kehren im Winter nach Kalifornien zurück (Saisonwanderer 1. Ordnung). Dagegen überwintert die zentrale Population, die im Sommer im mittleren Westen und Osten der USA bis in den Süden Kanadas lebt, in den Bergen Mexikos und legt eine Entwicklungspause ein, da der Winter im zentralen Mexiko kühler als in den Küstengebieten ist (Saisonwanderer 2. Ordnung). Teile dieser Population überwintern in Florida und einige davon vermehren sich über den milden Winter hinweg ohne Entwicklungspause. Diese sind dann wieder als Saisonwanderer 1. Ordnung einzustufen. Von der Gammaeule (Autographa gamma) gibt es Populationen, die vom Mittelmeerraum nach Mitteleuropa einwandern und zu den Saisonwanderern 1. Ordnung gezählt werden sowie in Mitteleuropa bodenständige Populationen, die zu den Saisonwanderern 2. Ordnung gezählt werden.
Bei zahlreichen Arten in Europa besteht noch großer Forschungsbedarf, da nicht geklärt ist, inwieweit eine Rückwanderung stattfindet und damit eine Zuordnung zu dieser Gruppe korrekt ist. Aufzeichnungen gab es lange Zeit hauptsächlich aus dem südlichen Teil Englands, Deutschlands, Österreichs und der Schweiz, welche nur Gebiete zwischen dem 50. und 55. Breitengrad abdecken. In Nordamerika ist dagegen das Gebiet zwischen dem 35. und 45. Breitengrad gut erforscht und hier sind Herbst(rück)wanderungen wesentlich auffälliger als Frühjahrswanderungen.

### Prospektive Migranten

#### Saisonwanderer 1. Ordnung (Eumigranten)

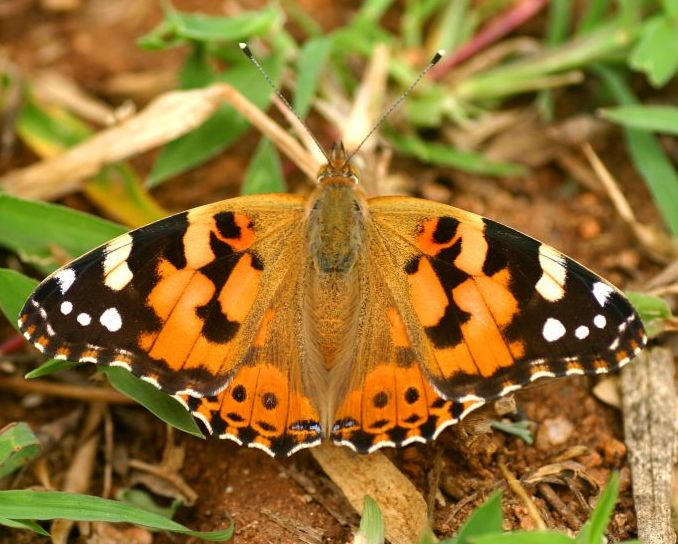
Distelfalter (Vanessa cardui)

Die Saisonwanderer 1. Ordnung verlassen zu bestimmten Jahreszeiten ihr momentanes Brutgebiet und fliegen in ein anderes, festes Brutgebiet. Dort legen sie Eier, aus denen die nächste Generation entsteht. Entweder wandern die Tiere der ersten Generation wieder in die ursprünglichen Gebiete zurück oder eine ihrer Nachfolgegenerationen. Wandern die Tiere so weit über ihre Gebietsgrenzen hinaus, dass ihre Nachkommen nicht mehr zurückkehren können, spricht man von Irrgästen.
Die prospektiven Migranten verlassen nahezu geschlossen ihr Brutgebiet und vermehren sich im Zielgebiet. Sie entgehen damit später folgenden ungünstigen Lebensbedingungen im Ursprungsgebiet. In keiner Phase der Entwicklung wird eine Ruhepause eingelegt, während die Saisonwanderer 2. Ordnung einen Stillstand der Geschlechtsreifung während ihrer Dormanz haben. Bei vielen Arten findet keine starke Rückwanderung statt. Die Ursachen sind nicht abschließend geklärt, es wird aber angenommen, dass durch die genetische Vermischung von entgegensetzt ziehenden Individuen die Auslösereaktion zur Rückwanderung nicht mehr erfolgt.
Beispielarten:
- Amerikanischer Monarchfalter (Danaus plexippus) (je nach Population)
- Distelfalter (Vanessa cardui)
- Admiral (Vanessa atalanta)
- Totenkopfschwärmer (Acherontia atropos)
- Windenschwärmer (Agrius convolvuli)
- Gammaeule (Autographa gamma)
- Ypsiloneule (Agrotis ipsilon)

#### Saisonwanderer 2. Ordnung (Paramigranten)

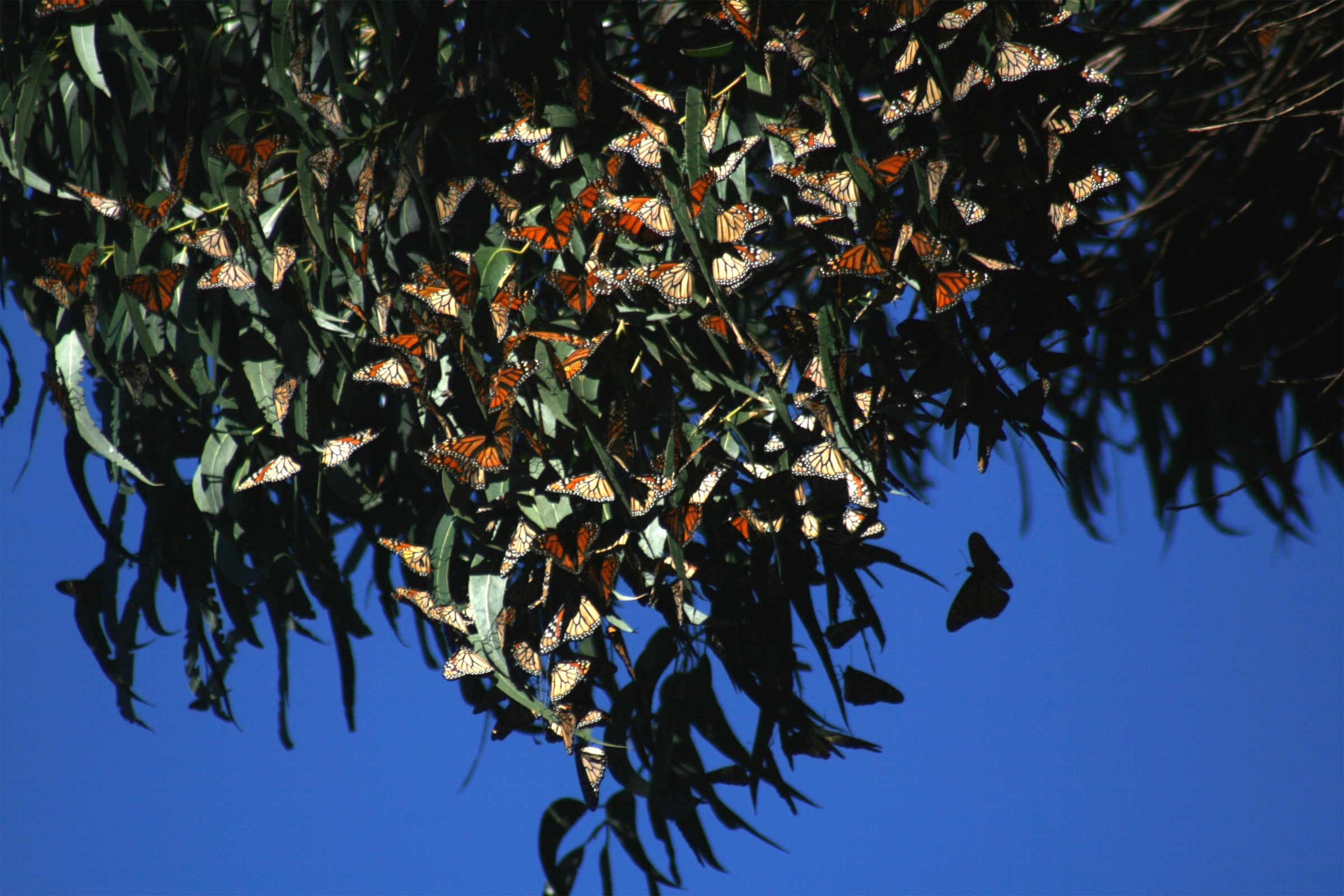
Überwinternde Monarchfalter (Danaus plexippus) sammeln sich in Santa Cruz, USA

Die Saisonwanderer 2. Ordnung verlassen zu bestimmten Jahreszeiten ihr Brutgebiet um in einer Dormanz, die oft als Diapause stattfindet, zu überwintern oder zu übersommern. Nach der Ruhephase kehren alle Tiere in ihre ursprünglichen Gebiete zurück. Erst nach ihrer Rückkehr vermehren sich die Tiere. Vor ihrer Rückkehr sind die Tiere noch steril.
Schon kurz nach dem Schlupf verlässt der Zürgelbaumfalter seine heißen Brutgebiete südlich der Alpen und zieht sich in die Berge zum Übersommern zurück. Erst im Herbst fliegt er in die ursprünglichen Tieflagen zurück und bildet die nächste Generation.
Beispielarten:
- Amerikanischer Monarchfalter (Danaus plexippus) (je nach Population)
- Zürgelbaumfalter (Libythea celtis)
- Russischer Bär oder Spanische Fahne (Euplagia quadripunctaria)
- Gammaeule (Autographa gamma) (je nach Population)

### Konsekutive Migranten

#### Binnenwanderer (Emigranten)

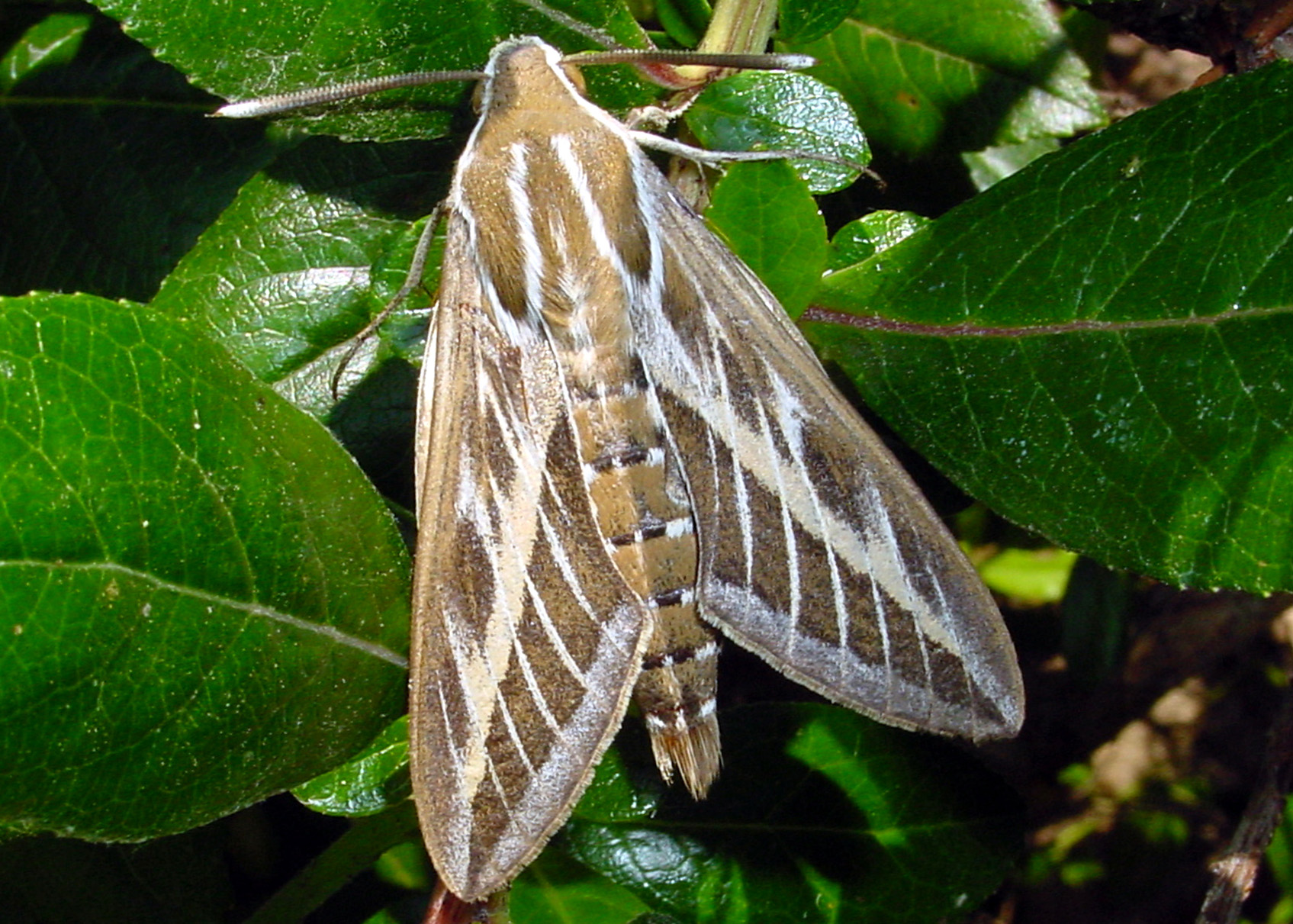
Linienschwärmer (Hyles livornica)

Die Binnenwanderer fliegen oft innerhalb ihres Verbreitungsgebietes gezielt andere Regionen an und legen oft nur kurze Strecken zurück, ähnlich den Strichvögeln. Dabei werden einige zehn bis zu wenigen hundert Kilometern zurückgelegt. Eine Ausnahme stellt etwa das Taubenschwänzchen mit bis zu 2000 Kilometer langen Wanderungen dar. Die Tiere kehren nicht in ihre ursprünglichen Gebiete zurück, und die Wanderung dient nicht primär der Arterhaltung. Manchmal wird damit für eine gewisse Zeit der Lebensraum der Art vergrößert. Dazu gehören in Europa diverse Weißlinge (Pieridae) und das Tagpfauenauge (Inachis io).
Der Amerikanische Kohlweißling (Ascia monuste) lebt das ganze Jahr über an der Südspitze Floridas. Teile dieser Population wandern in einem viermonatigen Zeitraum, bei dem besonders starker Populationsdruck herrscht, entlang der Ost- und Westküste nach Norden. Damit wird das Brutgebiet deutlich vergrößert. Die neu gegründeten Populationen brechen meist nach einigen Jahren in kalten Wintern wieder zusammen. Die Wanderbewegungen sind vom normalen Umherfliegen gut zu unterscheiden. Wandernde Falter fliegen in bis zu 15 Meter breiten Strömen, selten mehr als drei bis vier Meter über dem Boden. Bei Wind fliegen sie auf der Leeseite von Dünen, bei Windstille überqueren sie die Dünen. Damit sind ihre Flüge weitestgehend unabhängig vom Wind.
Beispielarten:
- Amerikanischer Distelfalter (Vanessa virginiensis)
- Amerikanischer Kohlweißling (Ascia monuste)
- Goldene Acht (Colias hyale)
- Großer Kohlweißling (Pieris brassicae)
- Kleiner Fuchs (Aglais urtica)
- Kleiner Kohlweißling (Pieris rapae)
- Labkrautschwärmer (Hyales gallii)
- Linienschwärmer (Hyles livornica)
- Oleanderschwärmer (Daphnis nerii)
- Postillon oder Wander-Gelbling (Colias crocea)
- Rapsweißling, Grünaderweißling (Pieris napi)
- Resedafalter (Pontia edusa)
- Tagpfauenauge (Inachis io)
- Taubenschwänzchen (Macroglossum stellatarum)
- Trauermantel (Nymphalis antiopa)
- Wolfsmilchschwärmer (Hyles euphorbiae)
- Zitronenfalter (Gonepteryx rhamni)

#### Sammelgruppe (Dismigranten)

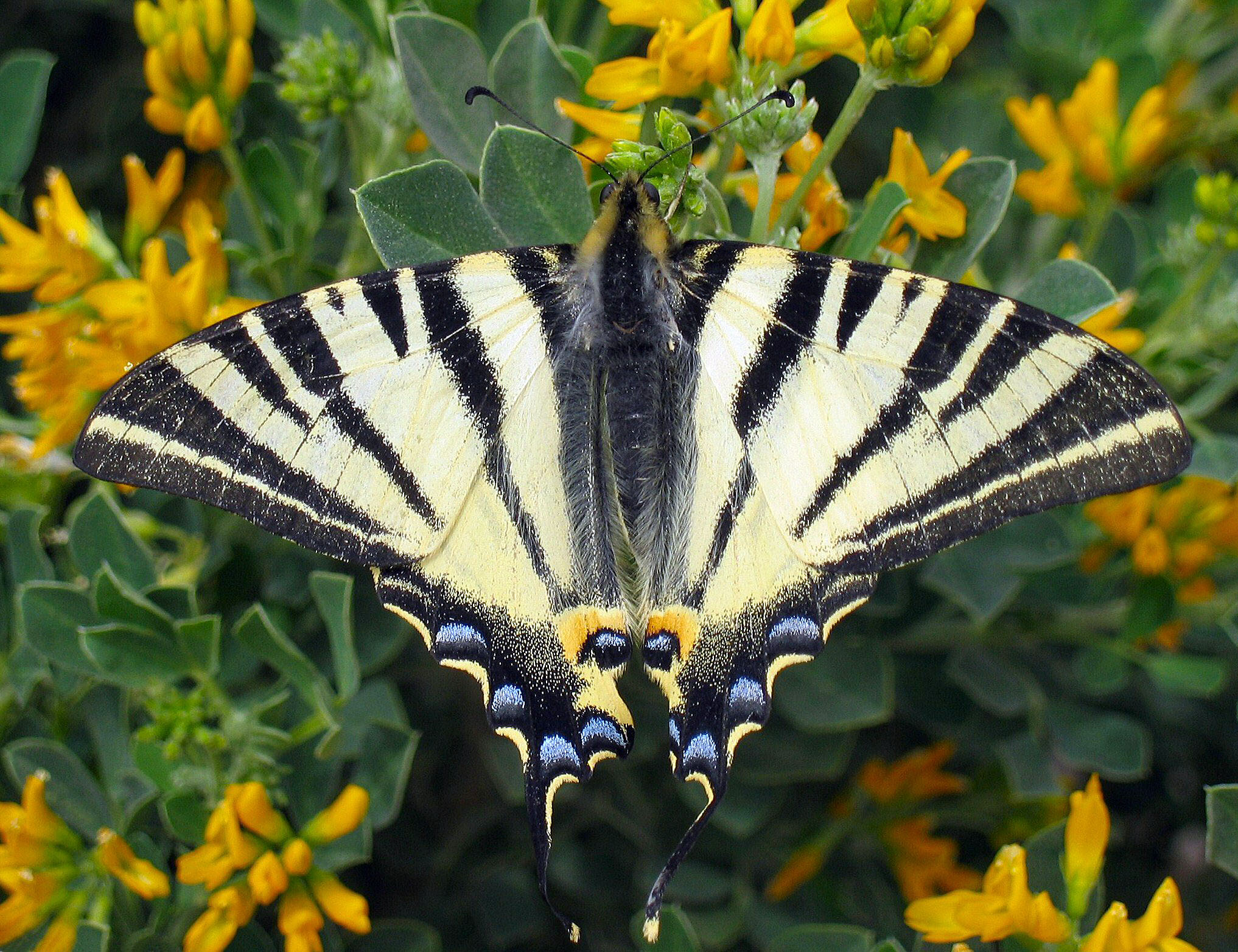
Segelfalter (Iphiclides podalirius)

In der Sammelgruppe werden alle Arten erfasst, deren Wanderverhalten noch nicht nachgewiesen wurde, von denen aber vermutet wird, dass sie wandern. Ebenso werden hier Arten erfasst, die ihr Verbreitungsgebiet ausweiten – die sogenannten Arealerweiterer – und Arten, die zu extremen Populationsschwankungen neigen und bei hohem Populationsdruck spontan und ziellos ihr Brutgebiet verlassen. So hat das Landkärtchen in den letzten Jahrzehnten sein Verbreitungsgebiet in Südwesteuropa und Nordeuropa erweitert. Der Segelfalter (Iphiclides podalirius) hat in den letzten Jahren sein Verbreitungsgebiet in Deutschland erweitert. Zuwächse gab es etwa in Sachsen an der Elbe und in der Niederlausitz.
Beispiele für wanderverdächtige Arten:
- Großer Fuchs (Nymphalis polychloros)
- Kiefernschwärmer (Sphinx pinastri)
- Ockerbindiger Samtfalter (Hipparchia semele)
- Schwalbenschwanz (Papilio machaon)
- Südlicher Heufalter (Colias alfacariensis)

Beispiele für Arealerweiterer:
- C-Falter (Polygonia c-album)
- Landkärtchen (Araschnia levana)
- Segelfalter (Iphiclides podalirius)

## Beobachtungen

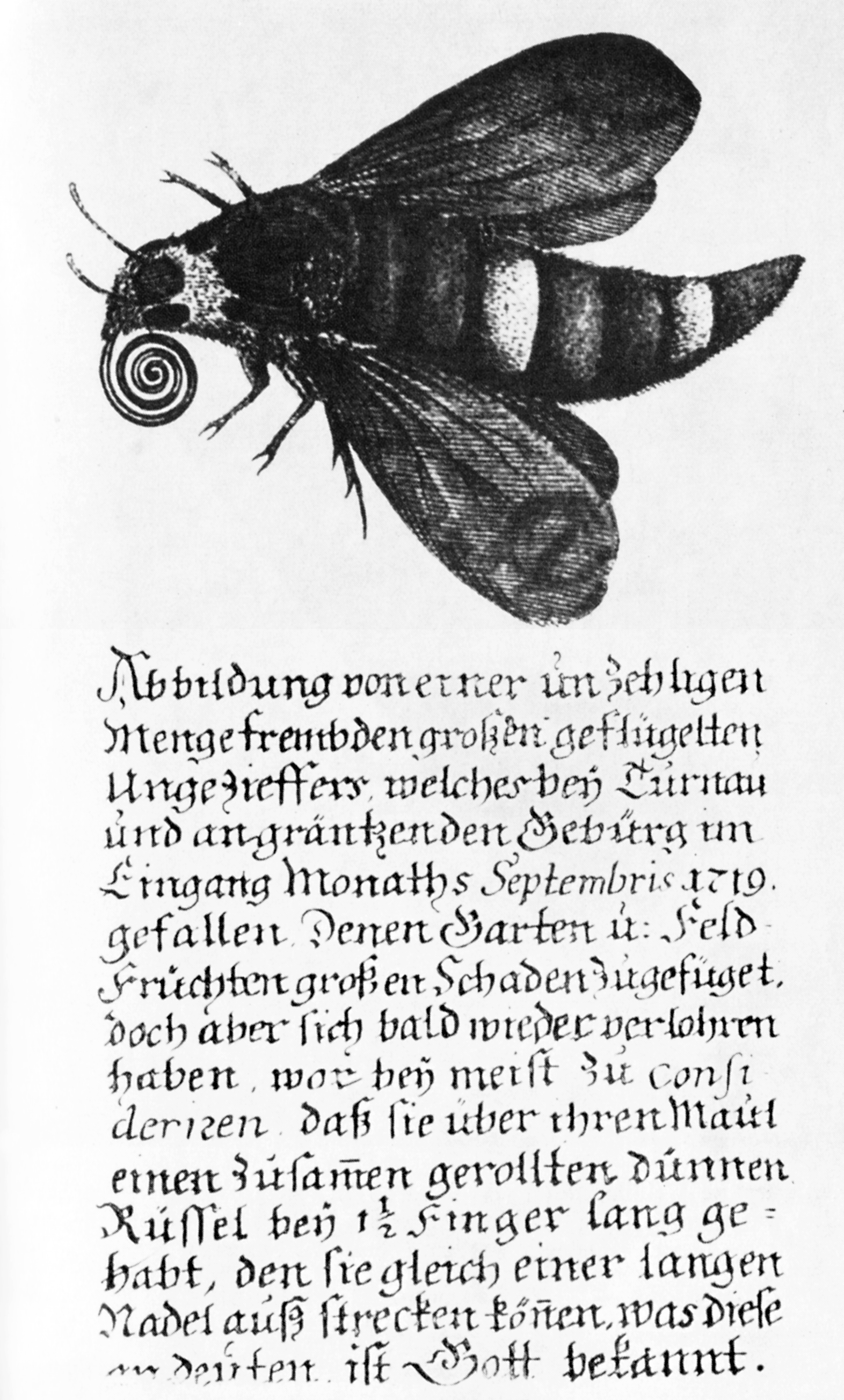
Aus einem Bericht über ein Massenauftreten des Windenschwärmers
(Herse convolvuli) 1719

Massenwanderungen von Insekten erregten schon früh die Aufmerksamkeit der Menschen. Eine der ältesten Überlieferungen findet sich im Buch Exodus (2. Mose 10,13-19 , etwa 1500 v. Chr.): „Gott schickte einen Ostwind über das Land, den ganzen Tag und die folgende Nacht; als der Morgen anbrach, sandte der Wind die Heuschrecken. Und die Heuschrecken fielen über das ganze Land Ägypten her … sie bedeckten das Antlitz der Erde … und nichts Grünes ließen sie stehen im ganzen Lande, weder Baum noch Kraut auf dem Acker.“ Auch der Einfluss des Winds auf die Ausbreitung der Tiere fand schon Beachtung: „Gott drehte den Wind und schickte einen starken Westwind, der die Heuschrecken ergriff und ins Rote Meer warf.“
Aus dem Jahr 1100 ist eine Beschreibung über eine Schmetterlingswanderung, vermutlich Kohlweißlinge, von Sachsen nach Bayern überliefert. Über 400 Jahre später ist in den Chronicles of Calais in the Reigns of Henry VII and Henry VIII zu lesen: „Am 9. Juli 1508, im 23. Jahr Heinrichs VII., an einem Sonntag, flog bei Calais ein ungeheurer Schwarm weißer Schmetterlinge von Norden nach Südosten. Er glich einem dichten Schneegestöber, so dass man um 4 Uhr nachmittags von St. Petars aus nicht einmal mehr die Stadt Calais erkennen konnte.“ Hier handelte es sich um den Großen Kohlweißling, der auch heute in manchen Jahren zu dieser Jahreszeit in der beschriebenen Richtung wandert.
Nicht nur aus Europa, auch aus Japan sind alte Berichte über wandernde Falter überliefert, so etwa aus dem Jahr 1248, als innerhalb von 14 Tagen zwei Wanderungen gelber Falter von der Küste Yuigahamas  in das Innere Kamakuras beobachtet wurden.
Eine oft zitierte Beobachtung aus neuerer Zeit (8. oder 10. Juni 1826) berichtet über den Distelfalter am Neuenburgersee (Schweiz): „Mehr als 2 Stunden zogen die Falter in schmaler Front von drei bis fünf Meter nach Norden. 1879 zog die gleiche Art in bisher unbekannter Stärke vermutlich von Nordafrika über Europa nach Norden.“ Fast 100 Meldungen über Sichtungen aus Spanien, Frankreich, Italien, Deutschland, der Schweiz, den Niederlanden, Belgien und den Britischen Inseln sind überliefert.

## Forschung
Besonders gut erforscht ist das Wanderverhalten des Amerikanischen Monarchs in Nordamerika und des Distelfalters in Europa. In Indien wird ebenfalls das Wanderverhalten von zahlreichen Schmetterlingen wissenschaftlich untersucht, viele Arten ziehen nicht nur auf dem indischen Subkontinent umher, sondern überqueren auch den Himalaya.
Mitte des 19. Jahrhunderts veröffentlichte der Engländer Edward Newman seine Verfrachtungstheorie, in der er die Ansicht vertrat, dass etwa der Resedafalter, der Oleanderschwärmer und der Wanderbläuling über den Ärmelkanal auf die Britischen Inseln fliegen können. 1842 berichtet Marcel de Serres über verschiedene Tagfalter und Schwärmer, die über das Mittelmeer nach Frankreich einflogen. Beide wurden von ihren Fachkollegen nicht ernst genommen, sogar verlacht, da man damals dachte, dass Insekten nur wenige Tage leben und mit Ausnahme der Heuschrecken nicht das offene Meer überqueren können. Das Interesse an Insektenwanderungen nahm in der Fachwelt erst Anfang des 20. Jahrhunderts zu, nachdem ein Hobbyentomologe über Insektenwanderungen und insbesondere über Schmetterlinge im Entomologists Record berichtete, das weltweit beachtet wurde. 1930 erschien The Migration of Butterflies von Carrington Bonsor Williams, in dem über 1000 Mitteilungen von mehr als 200 Falterarten ausgewertet wurden.
Zur Erforschung des Wanderverhaltens von Insekten in Europa wurde 1964 die Deutsche Forschungszentrale für Schmetterlingswanderungen e. V. (DFZS) von Kurt Harz gegründet. Diese baute ein Beobachternetz aus Berufs- und Hobbyentomologen in Mitteleuropa auf und veröffentlicht ihre Forschungsergebnisse in der vereinseigenen Zeitschrift Atalanta, die mindestens einmal jährlich erscheint. Durch die Zusammenarbeit mit ähnlichen Einrichtungen in den Niederlanden, in Belgien, Großbritannien, Dänemark, Finnland, Österreich und der Schweiz, zeitweise auch in Jugoslawien, ist es gelungen, ein Bild der Einwanderungsströme zu zeichnen. Über die Rückwanderung ist immer noch relativ wenig bekannt.
Die grundlegenden Daten stammen von vielen Helfern, die wandernde Falter melden. Früher erfolgten die Meldungen über spezielle Meldekarten, seit 2003 gibt es ein Internetportal, in dem die Beobachtungen eingegeben werden können.
In Nordamerika gibt es mehrere Forschungseinrichtungen, die die Migration des Monarchfalters beobachten und untersuchen.

### Wanderungen verfolgen
Wandernde Tiere anhand ihres Flugverhaltens zu erkennen ist die einfachste Methode um Wanderungen zu verfolgen, allerdings ist es hier schwierig, zu erfassen, wo die Wanderung beginnt und endet. Über die Markierung einzelner Tiere mit kleinen Aufklebern im Feld oder aus Zuchten wird versucht, mehr über das Flugverhalten zu erfahren. Dieses Verfahren ist sehr aufwändig und der Erfolg gering, da nur sehr wenige Falter wiedergefunden und gemeldet werden. Frederick Urquhart markierte mit seinen Helfern hunderttausende Monarchfalter, um die Wanderung zu erforschen und die Überwinterungsplätze in Mexiko zu finden. Größere Schwärme lassen sich auch mit kleinen Flugzeugen verfolgen, während sehr große Schwärme sogar mit Radarstationen verfolgt werden können. Radiosender, die an Tiere angeheftet werden können, haben ein Gewicht von 0,2 Gramm erreicht und werden wahrscheinlich noch leichter. Mit einer Batterielaufzeit von etwa drei Wochen lassen sich damit in Zukunft wahrscheinlich auch Schmetterlinge verfolgen, deren Flüge noch gänzlich unbekannt sind.

### Biologie
Neben der reinen Wanderbewegung wird die Biologie der Tiere erforscht. An gefangenen Tieren wird etwa der Reifegrad der Geschlechtsorgane (Gonaden) untersucht, um Erkenntnisse über die Dormanz zu erlangen.
Hauptsächlich von US-amerikanischen Forschergruppen wurde untersucht, wie sich die Falter orientieren und was sie zu ihrer Wanderung veranlasst. Es wurde untersucht wie Tiere in Hallen künstlichen Lichtquellen folgen und wie sich eine starke magnetische Exposition auf das weitere Flugverhalten im Freien auswirkt.